# 鵜川遊泉寺駅
鵜川遊泉寺駅（うがわゆうせんじえき）は、石川県小松市遊泉寺町に存在した北陸鉄道小松線の駅（廃駅）である。

## 概要
小松線の終点で、駅名は周辺の鵜川町と遊泉寺町の名称を合わせた合成駅名である。乗降客数は1979年当時、1日平均250人。駅員を配置していない無人駅であった。

## 歴史
- 1929年（昭和4年）5月15日：白山電気鉄道の遊泉寺駅として開業[1][2]。
- 1931年（昭和6年）：鵜川遊泉寺駅に改称。
- 1937年（昭和12年）11月4日：小松電気鉄道に社名変更、同社の駅となる[2]。
- 1945年（昭和20年）7月20日：小松電気鉄道から北陸鉄道に営業権譲渡、同社の駅となる[2]。
- 1986年（昭和61年）6月1日：小松線全線廃止により廃駅[2]。

## 駅構造
片面ホーム1面1線で、機回しが可能な側線があったが、晩年は小松駅側のポイントが撤去されていた。ホームの小松駅寄りに簡素な木造駅舎があった。なお、鵜川遊泉寺駅は停車場という扱いであった。

### 加賀佐野延長線
1945年（昭和20年）に当駅から能美線の加賀佐野駅へ延長して同線と接続する計画が立てられた。第一期工事として河田（こうだ）駅までの工事が行われ、中間には埴田（はねだ）駅が設置される予定だったが、開業に至らぬまま中止され、既に完成していた路盤は放棄された。駅から延びる築堤と車止め付近の線路の終点部分が北方を向いてカーブしていたのはその名残である。

## 駅跡
駅跡は空き地となっており、樹齢が90年以上とされる桜（ソメイヨシノ、「う川古代桜」の名称がある）が生育している。また、廃止代替バス（旧小松バス、現在の北鉄加賀バス）の停留所名も鉄道駅時代の鵜川遊泉寺となっている。

## 隣の駅
北陸鉄道
小松線
軽海駅 - 鵜川遊泉寺駅